# Pora rostkowa

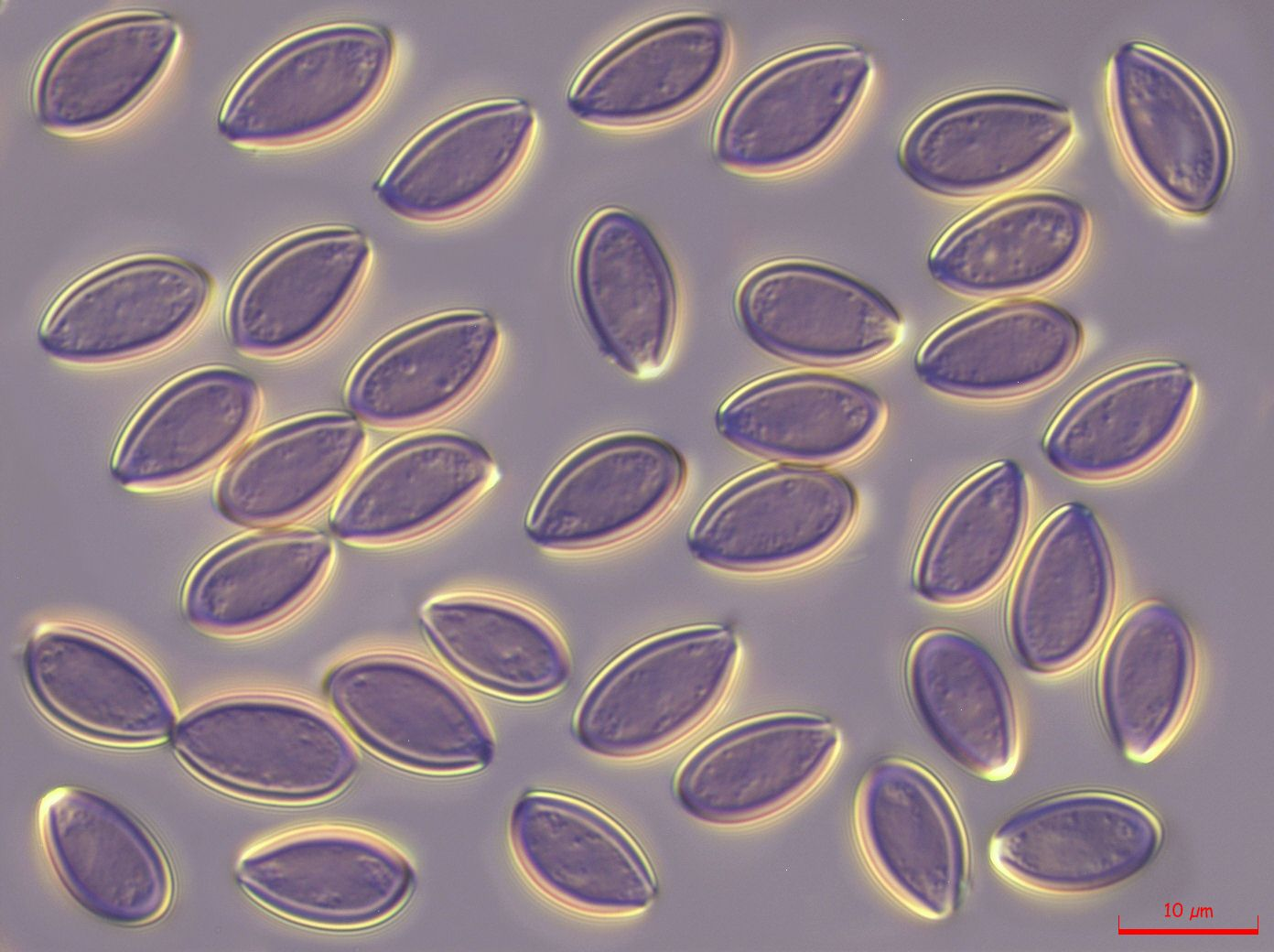
Pory rostkowe na zarodnikach Psilocybe allenii

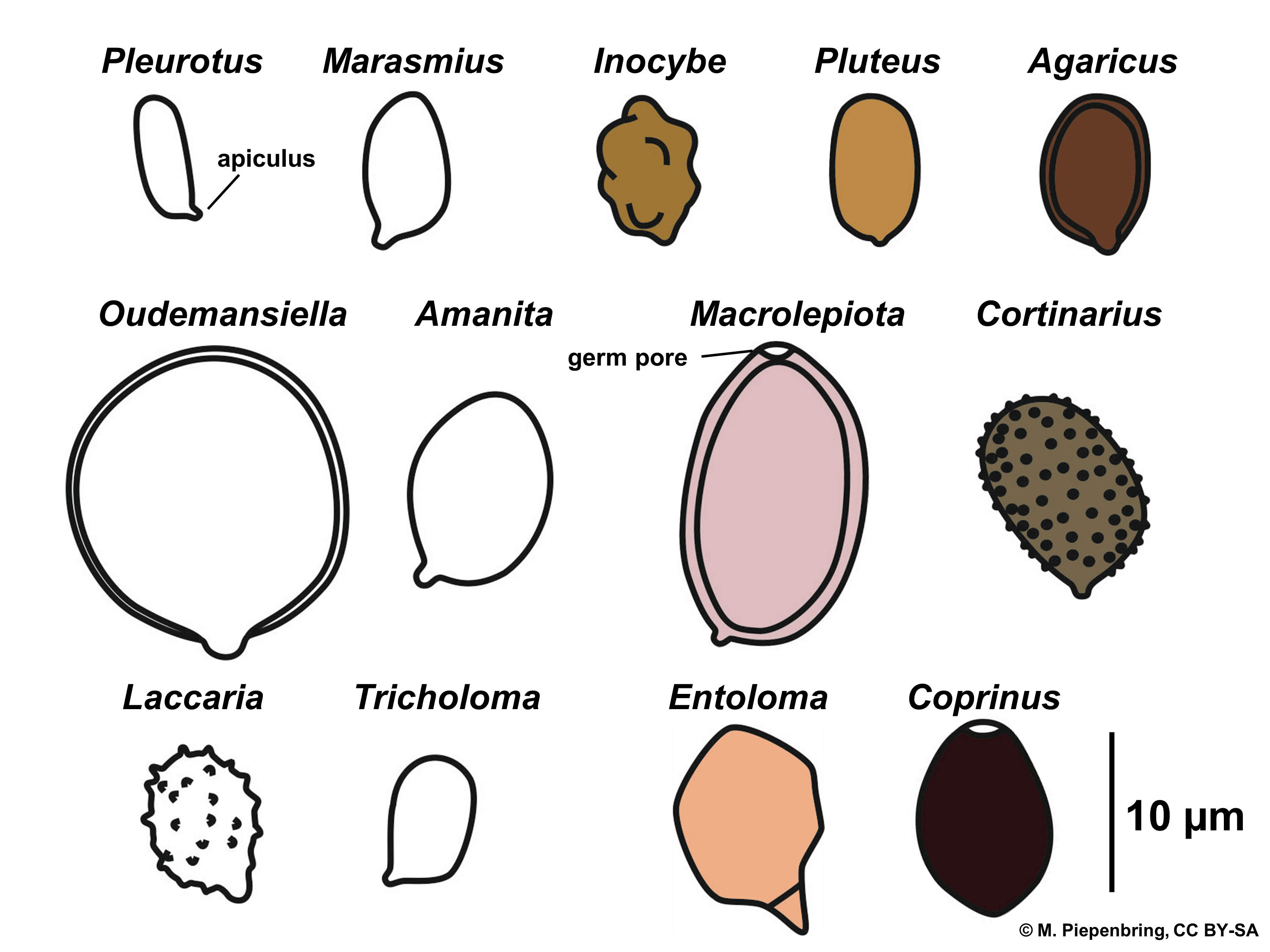
Bazydiospory niektórych rodzajów podstawczaków

Pora rostkowa (właściwie por rostkowy), czasami także pora kiełkowa (łac.germ pore) – miejscowe przewężenie ściany komórkowej zarodnika grzyba, w formie okrągłego tworu znajdującego się zwykle na jego końcu, naprzeciwko wnęki (hilum) i wyrostka wnęki (apiculus, hilar appendage). Przez porę rostkową wyprowadzana jest pierwsza strzępka rostkowa grzybni pierwotnej. Pora rostkowa jest ważną cechą przy mikroskopowym oznaczaniu niektórych gatunków. Bierze się pod uwagę jej występowanie, rozmiary, kształt i położenie (może być centralna lub ekscentryczna).
Pory rostkowe występują tylko w grubościennych zarodnikach. Grube ściany to adaptacja zarodników do przetrwania trudnych warunków w przewodzie pokarmowym zwierząt. Cieńsze miejsce na zarodniku, czyli pora rostkowa, to cecha umożliwiająca szybkie ich kiełkowanie po wydaleniu z układu pokarmowego zwierzęcia. Dotyczy to głównie grzybów saprotroficznych, a zwłaszcza grzybów koprofilnych. Z tego powodu pory rostkowe występują np. u zarodników polówek (Agrocybe), kołpaczków (Panaeolus), łysiczek (Psilocybe) i łuskwiaków (Pholiota). Większość grzybów ektomykoryzowych natomiast nie ma por rostkowych. Występowanie niewyraźnych por rostkowych u niektórych gatunków Inocybe (strzępiaków) wskazuje, że ich zarodniki mogą być przenoszone przez zwierzęta.